# Déclaration universelle sur la laïcité au XXIe siècle
La Déclaration universelle sur la laïcité est une initiative internationale lancée en 2005 pour lutter contre l’idée reçue qui ferait de la laïcité une exception française. Rédigée par trois universitaires sociologues, elle a été signée par 250 intellectuels de 30 pays et traduite en douze langues.
Initiative citoyenne et savante, elle n'a pas de valeur juridique.

## Origine
La Déclaration universelle sur la laïcité a été promulguée à l'occasion du centenaire de la loi française de séparation des Églises et de l’État.
L'initiative internationale a été portée par trois sociologues professeurs d’université, le Français Jean Baubérot, fondateur de la sociologie des religions, le Mexicain Roberto Blancarte et la Canadienne Micheline Milot.
La Déclaration universelle sur la laïcité a été présentée le 9 décembre 2005 au Parlement français, sans donner lieu à une reconnaissance spécifique.

## Positionnement
La Déclaration universelle sur la laïcité ne pose pas une seule définition qui figerait la notion de laïcité. Elle refuse surtout de faire de restreindre la laïcité à la spécificité "d'aucune culture, d'aucune nation, d'aucun continent".
Elle pose cependant autre principes fondamentaux :
1. La séparation des Églises et de l’État,
2. La neutralité de l’État,
3. La liberté de conscience et de religion,
4. L'égalité morale des citoyens (quelle que soit leur conception de la vie bonne)[2].

La laïcité y est ainsi conçue comme l’émancipation de la citoyenneté et de l'individu de la tutelle de la religion.
La déclaration défend l' "équiprimordialité", c’est-à-dire l'égalité de valeur, entre les droits de l'Homme et la souveraineté des peuples.

## Structure et contenu
La Déclaration universelle sur la laïcité comporte 18 articles qui se partagent en 4 sections :    
1. Principes fondamentaux (articles 1 à 3)
2. La laïcité comme principe fondamental des États de droit (articles 4 à 7)
3. Des débats de la laïcité (articles 8 à 11)
4. La laïcité et les défis du XXIe siècle (articles 12 à 18).

Les 18 articles abordent les points suivants :
1. Le respect de liberté de conscience,
2. L'autonomie de l'élaboration de normes collectives par l'ordre politique,
3. La vigilance constante de l'absence de discrimination des citoyens en fonction de leur appartenance à une religion ou une philosophie,
4. Définition de la laïcité à partir exclusivement des 3 principes posés dans les articles 1 à 3,
5. Établissement du caractère indissociable entre le processus de laïcisation et la nature de "l’État moderne qui entend assurer les droits fondamentaux de chaque citoyen",
6. Établissement de la laïcité comme un "élément-clé de la vie démocratique",
7. Transculturalité de la laïcité,
8. La laïcité n'est pas immuable et doit donner lieu à des débats renouvelés,
9. Liste non exhaustive de questions sociales devant être soumises au principe de laïcité : les rapports du corps à la sexualité, à la maladie et à la mort, à l'émancipation des femmes, aux questions de l'éducation des enfants, aux mariages mixtes, à la condition des adeptes de minorités religieuses ou non religieuses, des incroyants et de ceux qui critiquent la religion,
10. Liste non exhaustive de questions liées à la pratique religieuse devant être soumises au principe de laïcité : exercice du culte, la liberté d'expression, de manifestation des convictions religieuses et philosophiques, le prosélytisme et ses limites par respect de l'autre, les interférences et les distinctions nécessaires entre les divers domaines de la vie sociale, les obligations et les accommodements raisonnables dans la vie scolaire ou professionnelle,
11. Liste non exhaustive de questions liées à la vie de la nation devant être soumises au principe de la laïcité : la représentation de l'identité nationale, les règles de santé publique, les conflits possibles entre la loi civile, les représentations morales particulières et la liberté de choix individuel, le principe de compatibilité des libertés.
12. Énumération de tensions autour de la laïcité due à des divergences ou des rivalités de droits (loi civile/normes religieuses ; droits des parents/droits des enfants ; droit au blasphème),
13. Constatation des crispations et phobies autour de la laïcité,
14. Affirmation de la compatibilité entre la laïcité civile et la conviction religieuse individuelle,
15. Redéfinition du religieux au XXIe siècle au-delà des religions majoritaires et historique et de la nécessaire cohabitation pacifique de l'ensemble de ces convictions grâce à la laïcité,
16. Constat du déclin de la foi dans le progrès et la science et importance de la laïcité dans le renouvellement de la construction commune de l'histoire dans ce contexte,
17. Vision du déclin du pouvoir de l’État dans les questions économiques et de son affirmation dans les sphères privées et nécessité d'invention "de nouveaux liens entre la laïcité et la justice sociale, la garantie et l'amplification des libertés individuelles et collectives",
18. Refus de la transformation de la laïcité en nouvelle religion civile pour permettre sa durabilité et son influence.

## Usage
La Déclaration universelle sur la laïcité n'a pas de valeur légale  mais elle est très fréquemment citée comme ressource pour définir, comprendre ou situer la laïcité sans la figer,,,.
Son caractère neutre est parfois remis en cause.